# St. Clemens (Dogern)
Die Pfarrkirche St. Clemens in Dogern am Hochrhein im Kreis Waldshut ist eine im Stil des Spätbarock gehaltene katholische Kirche. Sie gehört zur Seelsorgeeinheit Mittlerer Hochrhein St. Verena im Dekanat Waldshut der Erzdiözese Freiburg.

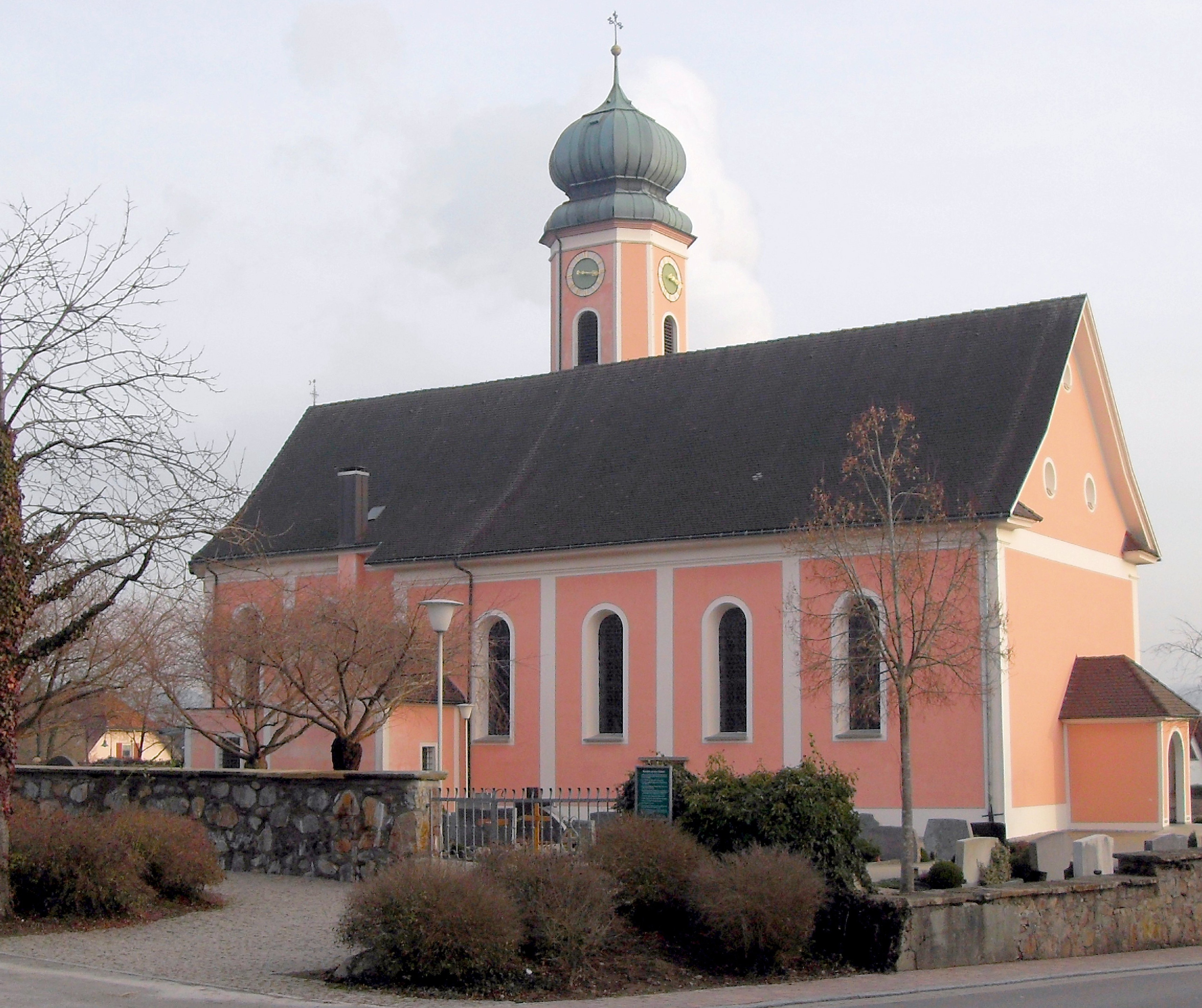
Dogern, St. Clemens, Ansicht von Nordwest

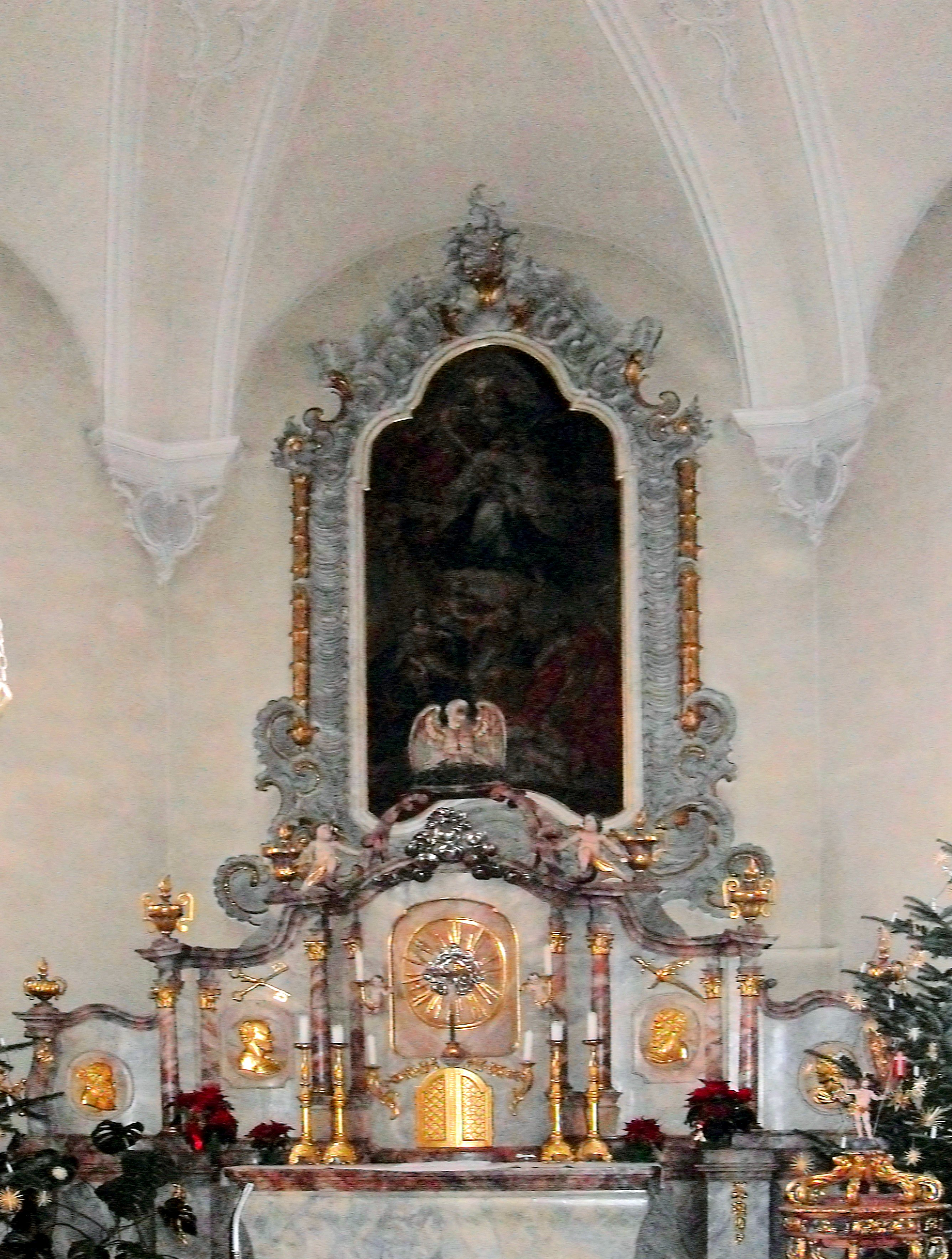
Hochaltar

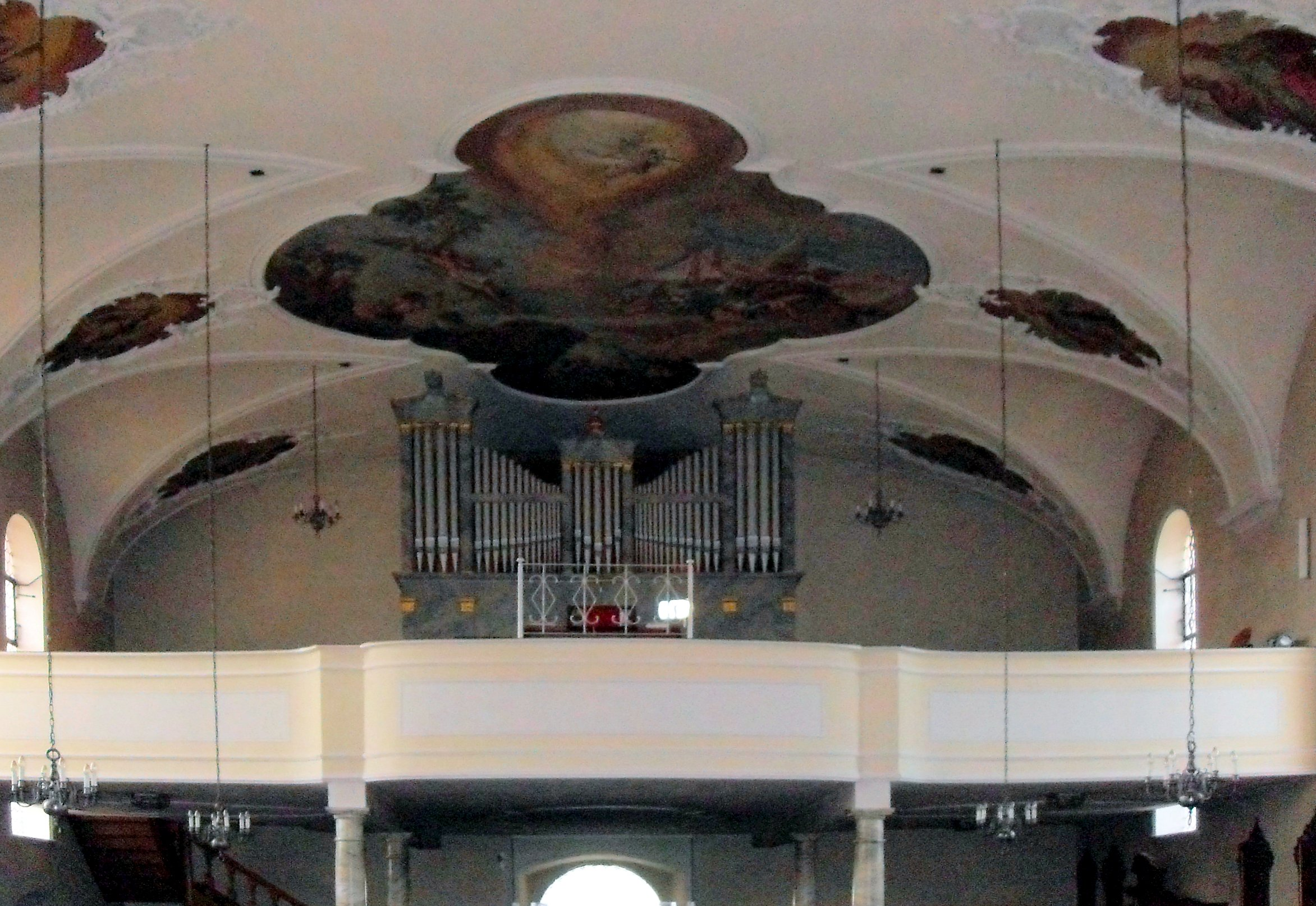
Orgelempore

## Geschichte
Nach der Verlegung des Unteren Dorfes wegen immer wieder auftretender Hochwasser befanden sich nur noch Kirche und Friedhof nahe am Fluss. Nach einem erneuten großen Hochwasser 1764 entstand die heutige Kirche mit dem Patron St. Clemens. Dieser war seit jeher der Schutzheilige der Vorgängerkirche eine Reliquie kam jedoch erst 1770 in die neue Kirche. Im Oberen Dorf stand seit alters her eine St. Sebastianskapelle, die ebenfalls baufällig war. Nach jahrzehntelangem Ringen um einen Neubau brachte das Hochwasser 1764 die Entscheidung. In der alten Kirche, die einst die Mutterkirche der St. Johanneskirche in Waldshut war, wurde am 3. November 1765 der letzte Gottesdienst gefeiert. Ihre Steine wurden beim Neubau mitverwendet.
1766 übertrug man die Bauleitung dem Waldshuter Baumeister Ferdinand Weizenegger. Die St. Sebastianskapelle wurde 1767 abgebrochen. 1768 war der Rohbau fertiggestellt. Gotthard Hilzinger schuf die Deckenfresken, im Chor auf Kosten von Fürstabt Martin Gerbert die Jünger von Emaus, im Langhaus auf Kosten der Gemeinde die Apostel und das Martyrium des Hl. Clemens, über der Orgel der Hl. Sebastian. Die Seitenaltäre sind Stiftungen der Familien von Roll. Am 19. Juli 1775 wurde die Kirche vom Konstanzer Weihbischof, Johann Nepomuk von Hornstein, konsekriert. Bereits um 1790 war die Kirche reparaturbedürftig, die nötigen Bauarbeiten fanden unter Abt Berthold Rottler 1802 statt.

## Glocken
In dem seitlich am Chorraum der Kirche angebauten massiven Glockenturm mit Zwiebelhaube hängt ein vierstimmiges Glockengeläut in einem 2014 neu errichteten Glockenstuhl. Drei der vier Glocken wurden 1949 von der Glockengießerei Grüninger in Neu-Ulm gegossen. Die kleinste Glocke wurde im Zweiten Weltkrieg nicht beschlagnahmt. Sie wurde 1921, auch von Grüninger, damals noch in Villingen gegossen.
| Nr. | Name                  | Durchmesser | Gewicht | Schlagton | Aufschrift                                              |
| --- | --------------------- | ----------- | ------- | --------- | ------------------------------------------------------- |
| 1   | Dreifaltigkeitsglocke | 1020 mm0    | 600 kg  | ges′-1    | Ehre sei dem Vater und dem Sohne und dem heiligen Geist |
| 2   | Marienglocke          | 900 mm      | 402 kg  | as′-1     | Gegrüßet seist du Maria                                 |
| 3   | St. Clemensglocke     | 810 mm      | 300 kg  | b′-1      | Heiliger Clemens, bitte für uns                         |
| 4   | Johannesglocke        | 685 mm      | 189 kg  | des″+3    | Heiliger Johannes der Täufer, schütze die Kinder        |